# Archeoglenes nemoralis
Archeoglenes nemoralis är en skalbaggsart som beskrevs av Ford 1968. Archeoglenes nemoralis ingår i släktet Archeoglenes och familjen svartbaggar. Inga underarter finns listade i Catalogue of Life.